# فيليب بروك (لاعب كرة قدم أمريكية)
فيليب بروك (بالإنجليزية: Phillip Brock)‏ هو لاعب كرة قدم أمريكية ولاعب كرة قدم كندية أمريكي، ولد في 17 يناير 1982 في نيو أورلينز في الولايات المتحدة.